# 월성원자력발전소
월성원자력발전소(月城原子力發電所, 영어: Wolsong Nuclear Power Plant)는 경상북도 경주시 양남면 나아리 및 문무대왕면 봉길리에 위치한 원자력 발전소로, 한국수력원자력에서 운영하고 있다. 월성원자력발전소 북쪽에 경주 문무대왕릉이 있다.
월성1호기는 1973년 캐나다의 가압중수로형인 캔두(CANDU) 원자력발전소에 대한 건설, 운전 경험 및 경제성에 대한 타당성이 입증되어, 1975년 1월 캐나다의 원자력공사(AECL)가 계약자로 선정되었다.
일괄발주방식 계약에 따라 캐나다 원자력공사가 설계, 기자재, 시공 및 시험 운전 등의 사업 전반에 대한 책임을 지고, 터빈발전기는 영국과 캐나다의 파슨(Parson)사가 공급하였다. 국내에서는 현대, 동아건설이 시공 분야에 참여하였다.
1975년 5월 3일에 월성 현지에서 기초굴착 공사를 착공하여 6년 후인 1983년 4월 22일에 준공, 상업운전을 개시함에 따라, 우리나라는 같은 시기에 비슷한 용량의 경수로(고리 1호기)와 중수로(월성1호기)를 함께 보유하게 되었다.
시설 용량이 70만kW급인 월성2·3·4호기는 경수로원전의 보완호형으로서, 1990년대 후반기의 안정적 전력공급을 목적으로 추진되었다. 가압중수로형 원전기술 자립 기반을 구축하기 위하여 엔지니어링 및 설계 업무를 캐나다원자력공사와 공동 수행하여 기술습득을 극대화하였다.
대한민국에서 가압중수형 원자로를 사용하는 유일한 원자력 발전소이다. 2018년 현재 5기의 상업용 원자로가 가동 중이며, 발전소 인근에는 월성원자력환경관리센터가 건설되고 있다.

## 발전설비 현황
| 발전방식      | 발전원  | 설비용량 | 설비용량  | 상업운전 개시일 | 원자로형              | 총계 (MW) |
| ------------- | ------- | -------- | --------- | --------------- | --------------------- | --------- |
| 원자력        | 원자력  | 1호기    | 678.683MW | 1983년 4월 22일 | 가압중수로 (CANDU)    | 폐쇄      |
| 원자력        | 원자력  | 2호기    | 700MW     | 1997년 7월 1일  | 가압중수로 (CANDU)    | 4,100     |
| 원자력        | 원자력  | 3호기    | 700MW     | 1998년 7월 1일  | 가압중수로 (CANDU)    | 4,100     |
| 원자력        | 원자력  | 4호기    | 700MW     | 1999년 10월 1일 | 가압중수로 (CANDU)    | 4,100     |
| 원자력        | 원자력  | 신 1호기 | 1,000MW   | 2012년 7월 31일 | 가압경수로 (OPR-1000) | 4,100     |
| 원자력        | 원자력  | 신 2호기 | 1,000MW   | 2015년 7월 24일 | 가압경수로 (OPR-1000) | 4,100     |
| 설비용량 총계 | 4,100MW | 4,100MW  | 4,100MW   | 4,100MW         | 4,100MW               | 4,100MW   |

## 계속운전
2015년 2월 27일 원자력안전위원회가 3년째 가동이 멈춘 월성 1호기에 대해 2022년까지 운전할 수 있도록 허가했다.
월성 1호기의 계속운전 타당성을 입증하기 위한 시도는, 2000년 7월부터 2003년 1월까지 수행된, 원전 계속운전을 위한 수명관리 1단계 연구를 토대로 개발된 중수로 원전의 수명평가 방법론을 기준으로 주요기기 수명평가를 하며 시작되었다.
월성1호기의 1차 주기적안전성평가(PSR)는 2001년 5월부터 2003년 6월까지 수행하였으며, 심사 결과, 당시 적용되는 유효한 기술기준에 적합하게 운영되는 것으로 계속운전 가능성을 확보하였다. 또한 가동 이후 압력관 교체, 제어용전산기 교체, 증기발생기 습분보강기 보강, 고압터빈 동익 교체 등 주요 핵심기기의 설비개선을 지속적으로 수행하였다.
월성1호기의 계속운전은 신청 단계부터 인허가 승인단계까지 62개월이 소요되었다. 발전 사업자는 2009년 12월 30일 계속운전 인‧허가를 신청하였다. 심사는 18개월 이내에 이루어져하나 후쿠시마 사고(2011.3) 이후 폐로에 대한 사회적 요구 등 원전환경 변화에 따른 규제요건 강화로 심사기간은 장기화되었다.
후쿠시마 사고로 강화된 규제요건에 맞추고 후속조치를 수행하였고, 2012년 2월 9일 발생한 고리1호기 정전사고 은폐사건으로 추가적인 안전조치를 수행하였다. 스트레스 테스트를 시행 등 추가적인 안전성 보강 조치를 수행하였는데, 2012년 12월 스트레스 테스트 검증(2013.7~2015.1)에 규제기관 외 민간검증단이 참여하며 심사기간이 늘어났다. 또한 국제원자력기구에 안전성 검토를 요청하여 IAEA 7명의 전문가들이 2주간 심층 검토를 수행했으며, IAEA 평가 결과는 월성1호기 보강계획에 반영되었다.
고리 1호기의 실질적인 계속운전 기간은 6개월간 가동이 중단되어 9년 6개월이었으나 월성 1호기의 실질적인 계속운전 기간은 심사기간 연장으로 7년 5개월이다.

## 사건사고
*원안위, "월성원전 민간인 불법 출입" 확인
*월성원전 1호기 고장으로 발전 정지
*월성 4호기 사용후 핵연료봉 낙하 사고
*원전 해킹..불안감은 여전
월성원전 4호기 터빈발전기 정지…원인 파악중

## 작품

### 국내
- 포항MBC 특집다큐멘터리 - 월성 1호기 : 가려진 진실, 2014년 특집다큐멘터리 (2014 한국방송기자대상 선정 지역보도부문 기획다큐상)

## 같이 보기
- 읍천 단층
- 수렴 단층